# Fernando Mendes (futbolista nacido en 1937)
Fernando Mendes (Seia, 15 de junio de 1937-Lisboa, 31 de marzo de 2016) fue un entrenador y jugador de fútbol portugués que jugaba en la demarcación de centrocampista.

## Selección nacional
Jugó un total de 21 partidos con la selección de fútbol de Portugal. Hizo su debut el 16 de mayo de 1959 en un partido amistoso contra Suiza que finalizó con un resultado de 4-3 a favor del combinado suizo. Además llegó a disputar la clasificación para la Eurocopa 1960 y la clasificación para la Copa Mundial de Fútbol de 1966, torneo en el que jugó su último partido como internacional en un encuentro contra Checoslovaquia que acabó con victoria portuguesa por 0-1.

## Clubes

### Como futbolista
| Club                       | País     | Año         | Partidos | Goles |
| -------------------------- | -------- | ----------- | -------- | ----- |
| Sporting de Lisboa         | Portugal | 1956 - 1968 | 165      | 1     |
| Atlético Clube de Portugal | Portugal | 1968 - 1969 | 12       | 1     |

### Como entrenador
| Club                       | País     | Año         |
| -------------------------- | -------- | ----------- |
| Lusitânia FC               | Portugal | 1974 - 1975 |
| Atlético Clube de Portugal | Portugal | 1975 - 1976 |
| SC Vianense                | Portugal | 1976 - 1977 |
| Sporting de Lisboa         | Portugal | 1980        |
| CS Marítimo                | Portugal | 1981        |
| Os Belenenses              | Portugal | 1982 - 1984 |
| SC Farense                 | Portugal | 1984 - 1985 |
| CD Trofense                | Portugal | 1985 - 1986 |
| Sporting de Lisboa         | Portugal | 1996        |
| SC Lourinhanense           | Portugal | 2000        |
| Sporting de Lisboa         | Portugal | 2000 - 2001 |

## Palmarés

### Campeonatos nacionales
| Título           | Club               | País     | Año  |
| ---------------- | ------------------ | -------- | ---- |
| Primeira Liga    | Sporting de Lisboa | Portugal | 1958 |
| Primeira Liga    | Sporting de Lisboa | Portugal | 1962 |
| Primeira Liga    | Sporting de Lisboa | Portugal | 1966 |
| Copa de Portugal | Sporting de Lisboa | Portugal | 1963 |

### Campeonatos internacionales
| Título           | Club               | País     | Año  |
| ---------------- | ------------------ | -------- | ---- |
| Recopa de Europa | Sporting de Lisboa | Portugal | 1964 |